# Gangcheng Road
Gangcheng Road (港城路; Pinyin: Gǎngchéng Lù) is een station van de metro van Shanghai in het district Pudong. Het station wordt bediend door en is de noordelijke terminus van lijn 6. Het station werd in gebruik genomen op 29 december 2007.
Het bovengronds station met twee zijperrons ligt aan de kruising van Gangcheng Road en North Zhangyang Road in het noorden van Pudong. Ten noordwesten van het eindstation bevindt zich een rangeerterrein met wasstation en werkplaats waar de vijftig treinstellen met telkens vier wagons van lijn 6 onderhouden en gestockeerd kunnen worden.
Het metrostation Gangcheng Road zou volgens planning eind 2020 ook bediend worden door de noordelijke extensie van lijn 10.
Gangcheng Road · North Waigaoqiao Free Trade Zone · Hangjin Road · South Waigaoqiao Free Trade Zone · Zhouhai Road · Wuzhou Avenue · Dongjing Road · Jufeng Road · Wulian Road · Boxing Road · Jinqiao Road · Yunshan Road · Deping Road · Beiyangjing Road · Minsheng Road · Yuanshen Stadium · Century Avenue · Pudian Road · Lancun Road · Shanghai Children's Medical Center · Linyi Xincun · West Gaoke Road · Dongming Road · Gaoqing Road · West Huaxia Road · Shangnan Road · South Lingyan Road · Oriental Sports Center

Lijnen van de metro van Shanghai: 1 · 2 · 3 · 4 · 5 · 6 · 7 · 8 · 9 · 10 · 11 · 12 · 13 · 14 · 15 · 16 · 17 · 18 · Pujiang Line
Station Shanghai Hongqiao · Hongqiao Airport Terminal 2 · Hongqiao Airport Terminal 1 · Shanghai Zoo · Longxi Road · Shuicheng Road · Yili Road · Songyuan Road · Hongqiao Road · Jiaotong University · Shanghai Library · South Shaanxi Road · Xintiandi · Laoximen · Yuyuan Garden · East Nanjing Road · Tiantong Road · North Sichuan Road · Hailun Road · Youdian Xincun · Siping Road · Tongji University · Guoquan Road · Wujiaochang · Jiangwan Stadium · Sanmen Road · East Yingao Road · Xinjiangwancheng · (opening eind 2020:) Guofan Road · Shuangjiang Road · West Gaoqiao · Gaoqiao · Gangcheng Road · Jilong Road
aftakking: Longxi Road · Longbai Xincun · Ziteng Road · Hangzhong Road

Lijnen van de metro van Shanghai: 1 · 2 · 3 · 4 · 5 · 6 · 7 · 8 · 9 · 10 · 11 · 12 · 13 · 14 · 15 · 16 · 17 · 18 · Pujiang Line